# Mario Larrea Vargas
Mario Larrea Vargas   (Vitòria, 17 de febrer de 1978) és un exfutbolista basc, que ocupava la posició de davanter.

## Biografia
Comença a destacar a les files del segon equip de la ciutat, l'Aurrerá de Vitoria, amb qui milita a Segona B durant la meitat de la dècada dels noranta. El 1998 fitxa pel CD Numancia, amb qui debuta a Segona Divisió.
No té continuïtat a l'equip sorià en primera divisió, que el cedeix al CE Sabadell i al Xerez CD. Es retira el 2002, després d'haver disputat el darrer any amb Numància a Segona Divisió.